# Frumușița
Frumușița es una comuna ubicada en el distrito de Galați, Rumania.

## Superficie
Posee una superficie de 108,9 kilómetros cuadrados.

## Demografía
Hasta 2021 la población era de 5067 habitantes, con una densidad de población de 46,52 habitantes por kilómetro cuadrado.